# Milin (województwo wielkopolskie)
Milin – wieś w Polsce położona w województwie wielkopolskim, w powiecie konińskim, w gminie Kramsk.
Milin wraz z sąsiednią wsią Osowce i jej częściami wsi tworzą sołectwo Milin. W latach 1975–1998 miejscowość administracyjnie należała do województwa konińskiego
Zobacz też: Milin, Milinów